# Papežská bula

Papežská bula či krátce pouze bula (z latinského bulla neboli bublina) je v katolické církvi označení pro výnos (listinu), který se týká důležitých právních aktů papeže, jenž je vyhlášen slavnostní formou a opatřen olověnou pečetí. Oficiální označení buly je litterae apostolicae (apoštolský list) či litterae apostolicae sub plumbo (apoštolský list pod olovem, dle olověné pečeti). Pokud se jedná o krátký výnos, nazývá se breve. Bula začíná intitulací, tj. jménem papeže a titulem episcopus (biskup) a devoční formulí servus servorum Dei. Následuje salutace ad perpetuam rei memoriam (na věčnou paměť) a arenga. Podle prvních slov arengy získávají obvykle významné papežské buly své názvy (incipit).

## Významné buly
- In Coena Domini – generální papežská exkomunikace, každoročně obměňována a doplňována.
- Gloria in excelsis Deo (869) – Papež Hadrián II. povoluje staroslověnštinu jako bohoslužebnou řeč. Tato bula byla později odvolána.
- Industriae tuae (880) – Papež Jan VIII. vyhlásil Velkou Moravu za léno Svatému stolci, což znamenalo, že postavil tuto říši na roveň Východofranské říši.
- In nomine Domini (1059) – Papež Mikuláš II. ustanovuje způsob papežské volby.
- Libertas Ecclesiae (1079) – Papež Řehoř VII. deklamuje nezávislost církve.
- Quantum praedecessores (1145) – Papež Evžen III. vyhlašuje druhou křížovou výpravu.
- Manifestis Probatum (1179) – Papež Alexandr III. povyšuje Portugalsko na království a Alfonse Dobyvatele na krále
- Ad Abolendam (1184) – Papež Lucius III. odsuzuje herezi a vydává první povolení turtury při vyslýchání podezřelých.
- Audita tremendi (1187) – Papež Řehoř VIII. vyhlašuje bulou ze dne 29. října třetí křížovou výpravu.
- Post Miserabile (1198) – Papež Inocenc III. vyhlašuje čtvrtou křížovou výpravu.
- Quia maior (1213) – Papež Inocenc III. vyhlašuje pátou křížovou výpravu.
- Licet ad capiendos (1233) – Papež Řehoř IX. zakládá inkvizici.
- Ad extirpanda (1252) – Papež Inocenc IV. povoluje využití práva útrpného během inkvizice, současně však i zavádí jasná pravidla, jejichž součástí je i upalování zaživa.
- Licet ecclesiae catholicae (1256) – Papež Alexandr IV. sloučil několik poustevnických řádů do kongregace svatého Augustina.
- Clericis laicos (1292) – Papež Bonifác VIII. uvalil církevní klatbu na francouzského krále Filipa IV. Sličného jako reakci na zdanění francouzské církve státem.
- Etsi de statu (1297) – Papež Bonifác VIII. zmírňuje dopady buly Clericis laicos a povoluje francouzskému králi za určitých podmínek zdanění francouzského duchovenstva.
- Asculta fili (1301) – Papež Bonifác VIII. se z titulu náměstka Krista ustanovuje nad všemi panovníky (především tedy nad francouzským králem).
- Unam sanctam (1302) – Papež Bonifác VIII. se kvůli sporu s Filipem IV. Sličným domáhá absolutní autority papeže ve všech věroučných i světských otázkách.
- Super Petri solio (1303) – Papežem Bonifácem VIII. připravovaná aggravace (zdůrazněná klatba) na krále Filipa IV. Sličného.
- Tunc navis Petri (1304) – Papež Benedikt XI. zbavuje krále Filipa IV. Sličného a jeho rodinu klatby.
- Quanta nos fili (1304) – Bula papeže Benedikta XI. o neplatnosti exkomunikace francouzského krále.
- Vox in excelso (1312) – Papež Klement V. vydává dne 30. března bulu, kterou ruší řád templářů.
- Quorundam exigit (1317) – Papež Jan XXII. odsuzuje spirituály - radikální odnož františkánů.
- Divinis exemplis (1327) – Papež Jan XXII. odnímá Ludvíkovi IV. Bavorskému jeho rodové panství, bavorské vévodství.
- Ex supernae providentia maiestatis (1344) – Papež Klement VI. vydává dne 30. dubna bulu, kterou povyšuje pražské biskupství na arcibiskupství. Nové metropoli podřídil sufragánním poměrem olomoucké a nově zřízené litomyšlské biskupství, čímž vytvořil novou církevní provincii.
- Romanus Pontifex (1344) – Papež Klement VI. vydává dne 5. května bulu, kterou přenesl právo pomazat a korunovat české krále a královny z mohučského arcibiskupa na arcibiskupa pražského, čímž bylo zpřetrháno poslední pouto s Mohučí.
- Bula papeže Klementa VI., kterou byla založena pražská univerzita (26. ledna 1347).
- Omnium plasmatoris domini (1420) – Papež Martin V. vydává dne 1. března ve Florencii bulu, kterou slavnostně vyhlašuje křížovou výpravu proti všem viklefistům a husitům.
- Laetantur Coeli (1439) – Papež Evžen IV. slavnostně oznamuje sjednocení západní a východní církve, uskutečněné na koncilu ve Florencii.
- Etsi non dubitemus (1441) – Papež Evžen IV. vydává 20. dubna bulu, ve které slavnostně vyhlašuje nadřazenost papeže nad koncilem.
- Dum diversas (1452) – Papež Mikuláš V. povoluje Portugalsku podrobit si objevené „pohanské“ země. Zároveň bylo Portugalcům povoleno bez omezení zotročovat domorodé obyvatelstvo.
- Romanus Pontifex (1455) – Papež Mikuláš V. zaručuje Portugalsku výlučné právo na plavby podél afrického pobřeží.
- Inter Caetera (1456) – Papež Kalixtus III. povoluje Portugalsku hledat námořní cestu do Indie.
- Execrabilis (1460) – Papež Pius II. vydává 18. ledna bulu, ve které odsuzuje kohokoliv, kdo by chtěl neuposlechnout papežská nařízení a odvolával by se proti papeži na budoucí koncil, bude potrestán jako kacíř. Tato bula znamená počátek nového papežského absolutismu.
- Exigit sinceræ devotionis (1478) – Papež Sixtus IV. povoluje Ferdinandu II. Aragonskému a Isabele Kastilské založit ve Španělsku inkvizici.
- Cogimur iubente ad omnes christifideles ut adversus Turcos arma sumant (1481) – Papež Sixtus IV. vyhlašuje 8. dubna 1481 křížovou výpravu proti Turkům, kteří v této době dobyli jihoitalský přístav Otranto. Brzkou smrtí osmanského sultána Mehmeda II. po čtyřech týdnech však přímé nebezpečí pominulo a papežův záměr, mající v počátcích poměrně velkou podporu, zůstal nakonec nerealizovaný.
- Aeterni Regis (1481) – Papež Sixtus IV. rozděluje nově objevené světy mezi Kastilii a Portugalsko, a to země na sever od obratníku Raka, patřící Kastilii, a na jih, patřící Portugalsku.
- Summis desiderantes affectibus (1484) – Papež Inocenc VIII. potvrzuje existenci čarodějnictví a podporuje inkvizici v severním Německu.
- Ortodoxae fidei (1486) – Papež Inocenc VIII. vydává 13. prosince 1486 bulu, kterou dává Ferdinandu II. Aragonskému a Isabele Kastilské práva na tzv. královský patronát (patronato real), tedy plnou kontrolu nad církevní správou na území nejen nedávno získaných (Kanárské ostrovy), ale na územích získaných až v budoucnu (např. Granadský emirát). Toto privilegium později Španělsko využilo především v době conquisty Nového světa.
- Inter Caetera (1493) – Papež Alexandr VI. vydává bulu, která na základě nových objevů na západní polokouli nově rozděluje svět mezi Španělsko a Portugalsko, a to 38. západním poledníkem (veškeré nově objevené země na východ od poledníku patří Portugalsku, veškeré nově objevené země na západ patří Španělsku). Zároveň v ní povoluje kastilské koruně právo vybírat a posílat misionáře do Ameriky.
- Piis Fidelium (1493) – Papež Alexandr VI. vydává bulu, kterou vysílá do Nového světa misionáře.
- Si convenit (1496) – Papež Alexandr VI. vydává bulu, kterou uděluje královským manželům Ferdinandu II. Aragonskému a Isabele Kastilské titul katolická Veličenstva.
- Exima est devotionis (1501) – Papež Julius II. vydává bulu, kterou povoluje španělskému králi právo na ponechání si veškerého zisku z výběru desátku ze všech diecézí na španělském území (tj. ve Španělsku i v zámořském území)
- Illius fulciti (1504) – Papež Julius II. vydává bulu, kterou zakládá první církevní provincii v Novém světě v čele s arcibiskupem. Pro neshody se Španělskem byla roku 1511 revidována.
- Ullius fulcite praesidio (1504) – Papež Julius II. vydává bulu, kterou dává španělskému králi možnost určovat a měnit hranice diecézí v Americe.
- Universalis ecclesiae (1508) – Papež Julius II. vydává bulu, kterou dává španělským králům možnost vetovat volbu biskupů a arcibiskupů a zároveň i právo na presentaci.
- Pontifex Romanus (1511) – Papež Julius II. reviduje bulu Illius fulciti. Touto bulou zaniká arcibiskupství v Santo Domingu, mění se v pouhé biskupství a tak jako další dvě biskupství v Karibiku je podřízeno arcibiskupství v Seville.
- Pro excellenti praeminentia (1514) – Papež Lev X. vydává bulu, kterou zakládá biskupství ve městě Funchal na ostrově Madeira. Této diecézi podléhala veškerá církevní správa v Brazílii a bylo podřízeno arcibiskupství v Lisabonu.
- Exsurge Domine (1520) – Papež Lev X. nabádá Martina Luthera a hrozí exkomunikací.
- Decet Romanum Pontificem (1521) – Papež Lev X. exkomunikuje Martina Luthera.
- Devotionis tuae provate sinceritas (1525) – Papež Klement VII. vydává bulu, kterou zakládá biskupství v Tlaxcale (poblíž Tenochtitlánu).
- Sacri Apostolatus (1530) – Papež Klement VII. vydává bulu, kterou zakládá biskupství v Mexiku-Tenochtitlánu.
- Romani Pontificis Circumspectio (1533) – Papež Klement VII. vydává bulu, kterou zakládá biskupství ve městě Goa v Indii. Toto biskupství bylo podřízeno arcibiskupství v Lisabonu.
- Sublimis Deus (1537) – Papež Pavel III. zakazuje zotročování Indiánů.
- Inter multiplices (1539) – Papež Pavel III. vydává bulu, kterou zakládá biskupství Chiapa ve městě Ciudad Real de Chiapas.
- Regimini militantis Ecclesiae (1540) – Papež Pavel III. ustanovuje jezuitský řád.
- Licet ab initio (1542) – Papež Pavel III. ustanovuje Římskou inkvizici (Svaté oficium).
- Super Universas Orbis Ecclesias (1545) – Papež Pavel III. povyšuje biskupství v Santo Domingu na arcibiskupství a ustanovuje tak první církevní provincii v Novém světě v čele s arcibiskupem. Na rozdíl od roku 1504 nebyla tato bula napadena ze španělské strany a arcibiskupství v Santo Domingu zůstalo.
- Super specula militantis Ecclesiae (1551) – Papež Julius III. vydává dne 25. února bulu, kterou zakládá biskupství v Sao Salvador da Bahía de Todos os Santos a podřizuje ho arcibiskupství ve městě Funchal na portugalské Madeiře. Dne 3. července stejného roku se jinou bulou mění postavení arcibiskupství ve městě Funchal (stává se pouhým biskupstvím) a biskupství v Sao Salvador da Bahía de Todos os Santos je podřízeno arcibiskupství v Lisabonu.
- Divina disponente clementia (1553) – Papež Julius III. povýšil Šimuna VIII. Johannana Sulaqu na prvního patriarchu Chaldejské katolické církve.
- Cum nimis absurdum (1555) – je papežská bula, kterou vydal papež Pavel IV. 14. července, a která je namířena proti Židům. Bula také zakládá římské židovské ghetto.
- Ad Ecclesiae regimen (1560) – Bula, kterou dne 29. listopadu vydal papež Pius IV. Opětovně v ní svolával veškeré křesťanstvo na všeobecný koncil do Tridentu. Začala tím poslední fáze tridentského koncilu, který se rozešel až po slavnostním ukončení.
- Benedictus Deus (1564) – Papež Pius IV. potvrzuje všechny tridentské kánony a dekrety.
- In principis Apostolorum sede (1565) – Bula, kterou dne 17. února vydal papež Pius IV. V této bule zrušil všechna privilegia a výsady, exempce a dispense, které byly v rozporu s nařízeními a závěry tridentského koncilu.
- Super Specula Militantis Ecclesiae (1576) – Papež Řehoř XIII. vydává bulu, ve které zakládá biskupství ve městě Macao, první biskupství na čínské půdě. Toto biskupství bylo podřízeno arcibiskupství ve městě Goa v Indii a jeho jurisdikci podléhalo celé území Číny a Japonska.
- Inter gravissimas (1582) – Papež Řehoř XIII. vydává bulu opravující juliánský kalendář.
- Ex Debito Pastoralis Officii (1633) – Papež Urban VIII. povoluje všem misionářům ze všech řádů nastoupit misii v Japonsku. Tento čin však prudce zhoršil vztahy mezi Evropany a Japonskem, které v roce 1638 zakazuje v zemi křesťanství a v roce 1639 uzavřelo Evropanům (mimo Nizozemska) vstup do země.
- Commissum Nobis (1639) – Papež Urban VIII. vydává bulu odsuzující zotročování Indiánů.
- Zelo Domus Dei (1648) – Papež Inocenc X. odsuzuje výsledek třicetileté války.
- Inter Pastoralis Officii Curas (1676) – Papež Inocenc XI. vydává dne 16. listopadu bulu, kterou povyšuje biskupství v São Salvador da Bahia de Todos os Santos na arcibiskupství a ustanovuje tak první církevní provincii v Brazílii. Později se město přejmenuje na Salvador.
- Unigenitus (1713) – Papež Klement XI. vydává bulu proti jansenistům.
- Aeterni Patris (1868) – Svolávací bula, kterou papež Pius IX. svolává první vatikánský koncil, s datem zahájení 8. 12. 1869 a místem jednání v bazilice sv. Petra v Římě.
- Pastor aeternus (1870) – Papež Pius IX. vydává bulu, ve které vyhlašuje dogma o papežské neomylnosti.
- Non expedit (1874) – bula papeže Pia IX. vyzývající italské křesťany k odmítnutí účasti na volbách z důvodu anexe Vatikánu italským státem
- Humanae salutis (1961) – Papež Jan XXIII. vydává bulu, která svolává na následující rok druhý vatikánský koncil.
- Incarnationis mysterium (1998) – Papež Jan Pavel II. vydává bulu, která oznamuje počátek Velkého jubilea v roce 2000.
- Misericordiae vultus (2015) – Papež František vydává bulu, která vyhlašuje mimořádný Svatý rok 2016.